# Reticulitermes lucifugus
Reticulitermes lucifugus is een insect uit de familie Rhinotermitidae. Het is een xylofaag insect dat huizen kan koloniseren door tunnels te graven in steunpalen, balken en planken.

## Verspreiding
Deze soort komt algemeen voor in Zuid-Europa.

## Bestrijding
Om van de besmetting met Reticulitermes af te komen, is het noodzakelijk om een soort lokaas te gebruiken dat een chitineremmer bevat, zoals hexaflumuron. Deze bestrijdingsmethode maakt gebruik van het sociale gedrag van termieten, in het bijzonder dat van de arbeiders die verantwoordelijk zijn voor het verstrekken van voedsel aan de kolonie via trophylaxie. Op deze manier wordt het voedsel dat de remmer bevat over de hele kolonie verdeeld en wanneer de rui begint, werkt het principe door de juiste vorming van het exoskelet te voorkomen.